# Meijel
Meijel (phát âmⓘ) là một đô thị ở đông nam Hà Lan. Đô thị này có diện tích 20,04 km2, dân số cuối năm 2007 là 5872 người.